# Impatiens purroi
Impatiens purroi är en balsaminväxtart som beskrevs av Fischer, Wohlh. och Raheliv. Impatiens purroi ingår i släktet balsaminer, och familjen balsaminväxter. Inga underarter finns listade i Catalogue of Life.